# Isaiah Rashad
Isaiah Rashad, né le 16 mai 1991 à Chattanooga, dans le Tennessee, est un rappeur américain. Il commence à se populariser en participant à des tournées aux côtés de Juicy J, Joey Bada$$ et Smoke DZA au Smoker's Club Tour de 2012. En mars 2013, Rashad signe au label indépendant Top Dawg Entertainment. Le 28 janvier 2014, il publie Cilvia Demo, son premier EP. Cilvia Demo est bien accueilli et débute 40e au Billboard 200.

## Biographie

### Jeunesse
Isaiah Rashad McClain né à Chattanooga, dans le Tennessee. Isaiah Rashad est élevé par sa mère, coiffeuse de profession. Son père laissait Isaiah veiller tard et écouter Too $hort et Scarface, lorsqu'il était jeune. Lorsque Rashad est âgé de trois ans, son père quitte le domicile familial. Rashad décide de se lancer dans le rap après avoir écouté l'album  ATLiens d'OutKast.

### Débuts (2010–2012)
Isaiah Rashad se lance jeune dans le rap et enregistre ses performances sur ordinateur. Après le lycée, il étudie à la Middle Tennessee State University. Par la suite, son ami, qui faisait des études dans la production musicale, présente Rashad à son cousin qui possédait un studio d'enregistrement.
Il s'associe avec Max Pete de DJBooth.net et Jeff Weiss, rédacteur chez Rolling Stone. Grâce à ces relations, ses musiques passent entre les mains de plusieurs A&R. Du 13 juillet au 23 août 2012, Isaiah Rashad part en tournée avec Juicy J, Joey Bada$$ et Smoke DZA au Smoker's Club Tour. En décembre 2012, Rashad attire l'attention de quelques labels, desquels n'en découle aucun intérêt.

### Top Dawg Entertainment (2013)
En mars 2013, Rashad rencontre Dave Free de Digi+Phonics, qui le présente au CEO du label Top Dawg Entertainment (TDE). Le 3 juin 2013, des articles rapportent la signature de Rashad chez Top Dawg Entertainment, dont les membres sont Kendrick Lamar, Schoolboy Q, Ab-Soul et Jay Rock. Cependant, le label ne fait aucun communiqué officiel,. Dans les mois qui suivent, le label et Rashad restent silencieux concernant cette signature.
Puis le 20 septembre 2013, Top Dawg Entertainment annonce sa signature avec le rappeur sur Twitter. Rashad révèle avoir été signé au label depuis mars. Après la signature, Rashad emménage à Los Angeles, en Californie, et commence à enregistrer au TDE Red Room Studio. Pour célébrer l'annonce de la signature, un clip vidéo de la chanson Shot You Down est publié. Il s'agit de la première chanson du rappeur publiée en plusieurs mois. La vidéo est tournée dans sa ville natale de Chattanooga, dans le Tennessee. Le 1er octobre 2013, une vidéo de Rashad signant son contrat avec TDE est publiée.

### Cilvia Demoet popularité (2013–2014)
Le 15 octobre 2013, Isaiah Rashad fait ses débuts télévisées au TDE Cypher lors des BET Hip Hop Awards, aux côtés de ses collègues Kendrick Lamar, Ab-Soul, Schoolboy Q et Jay Rock. Le magazine XXL et Entertainment Weekly félicitent sa performance,. Le 18 octobre 2013, le remix de Shot You Down en featuring avec Schoolboy Q et Jay Rock est publiée sur SoundCloud. Le 7 novembre 2013, Rashad annonce sa première mixtape officielle intitulée Cilvia pour décembre 2013,. À la fin 2013, HipHopDX nomme Rashad dans la catégorie « star montante de l'année ». 
En janvier 2014, Complex nomme Rachad meilleur nouveau rappeur de l'année. À mi-janvier 2014, Rashad révèle que sa mixtape Cilvia sera en fait son premier extended play (EP). Une journée avant la publication de l'EP, Rashad publie son clip de la chanson Soliloquy,. Cilvia Demo est publié le 28 janvier 2014 sur Internet et disponible sous format CD au site web de Top Dawg Entertainment. Cilvia Demo, qui est accueilli avec enthousiasme par la critique, se classe 40e Billboard 200.

### Tournée et projet à venir (depuis 2014)
Entre le 1er mai et juillet 2014, Isaiah Rashad se lance en tournée avec Schoolboy Q pour son troisième album, Oxymoron. Le 5 mai 2014, XXL l'inclut dans son freshman class avec Chance the Rapper, Ty Dolla $ign, Rich Homie Quan, Vic Mensa, August Alsina, Troy Ave, Kevin Gates, Lil Bibby, Jon Connor, Lil Durk et Jarren Benton. Le rappeur annonce plus tard la suite de son EP Cilvia Demo. Le 18 juillet 2014, Rashad joue au Pitchfork Music Festival.

## Discographie

### Album studio
- 2016 : The Sun's Tirade
- 2021 : The House Is Burning

### EP
- 2014 : Cilvia Demo

### Mixtape
- 2014 : Welcome to the Game